# Tempel des Ptah (Memphis)
Der Tempel des Ptah in Memphis (ägyptisch Hut-ka-Ptah) ist eine der ältesten und bedeutendsten Tempelanlagen des Alten Ägypten. Er befindet sich westlich des Nils in Memphis, der einstigen Hauptstadt des Landes, nahe dem modernen Dorf Mit Rahina. Der Tempel war dem Schöpfergott Ptah gewidmet, dem Hauptgott in Memphis, der zusammen mit Sachmet und Nefertem eine göttliche Triade bildete.
Das ägyptische Heiligtum war lange Zeit Schauplatz historischer Ereignisse. Nicht nur Krönungsfeierlichkeiten und Sedfeste wurden begangen, sondern auch Triumphzüge, Machtergreifungen, Eroberungen und Plünderungen fanden hier statt.
Das heutige Tempelareal ist ein mit modernen Ansiedlungen überbautes und von Ruinen übersätes Feld, auf dem sich nur noch einzelne antike Steinblöcke und Statuenreste befinden. Der schlechte Erhaltungszustand ist vor allem auf die nah gelegene Stadt Kairo zurückzuführen, da viele Tempelsteine für den Aufbau der mittelalterlichen Stadt verwendet wurden.
Archäologische Ausgrabungen haben sich bisher als schwierig erwiesen, da ein Großteil des Geländes aufgrund des hohen Grundwasserspiegels unter Wasser steht.

## Namen und Lage
Die ägyptische Bezeichnung des Tempels ḥwt k3 Ptḥ (übersetzt: „Haus des Ka des Ptah“), ausgesprochen Haut-ka-Pitah oder He-ko-Ptah, gab dem Land wahrscheinlich seinen altgriechischen Namen Aigyptos.
Überliefert ist die Benennung ḥwt-nṯr nt Ptḥ rsj jnb=f („Tempel des Ptah, südlich seiner Mauer“), die vermutlich auf seine ursprüngliche Lage südlich von Memphis (jnb(w) ḥḏ = „Weiße Mauer(n)“) hindeutet. Dies widerspricht dem Bericht Herodots, dass der Tempel innerhalb der Stadt gegründet worden sei. Wie Ausgrabungen des Archäologen Jaromír Málek gezeigt haben, lag die Siedlung jnb(w) ḥḏ in Frühdynastischer Zeit und zur Zeit des Alten Reiches viel weiter nördlich, nahe dem modernen Dorf Abusir. Ein frühes Ptah-Heiligtum konnte etwas westlich der heutigen Umfassungsmauern in Kom el-Fachri lokalisiert werden – Stadt und Tempel waren also zunächst räumlich voneinander getrennt. Erst gegen Ende des Alten Reiches verschob sich die Siedlung weiter in Richtung Süden und bildete zusammen mit dem Heiligtum die Hauptstadt „Men-nefer“.

## Baugeschichte
Die Gründung des Tempels geht nach Herodot auf Menes zurück, der die Stadt Memphis gegründet haben soll. Über die frühen Bauphasen ist wenig bekannt, erste Spuren stammen aus dem Mittleren Reich. Einzelne im gesamten Tempelareal verstreute Blöcke bezeugen Bautätigkeiten von Amenemhet I., Amenemhet II., Sesostris III. und Amenemhet III.
Vom Alten Reich bis zur mittleren 18. Dynastie soll nur ein einziger Ptah-Tempel existiert haben. Erst Thutmosis IV. begann in Kom el-Fachri mit der Gründung eines weiteren Tempels. Amenophis III. soll in dem Bereich einen weiteren Ptah-Tempel errichtet haben, der als Millionenjahrhaus fungierte und später abgerissen wurde.

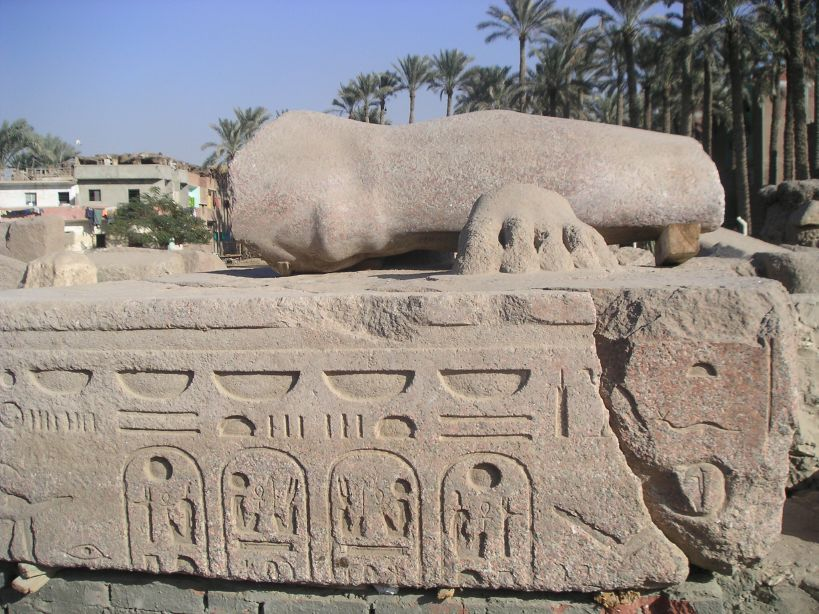
Fragment einer Kolossalstatue von Ramses II.

Die wichtigste Bauphase ist ramessidisch und reicht von Sethos I. über Ramses II. bis Ramses VI. Von Ramses II. stammen die meisten Neubauten und Erweiterungen. Er baute unter anderem die Westhalle, den Vorhof mit Pylon nördlich des Haupttempels und erneuerte das Sanktuar. Zudem stellte er mehrere Koloss-Statuen auf. Während dieser Zeit muss die Anlage bereits ähnliche Ausmaße wie heute besessen haben.
Während der Saitenzeit kam es zum Bau der Säulenhallen und -vorhallen. Psammetich I. soll laut Herodot umfangreiche Baumaßnahmen durchgeführt haben. Von ihm stammt angeblich der südliche Vorhof, was durch Malek bestätigt werden konnte. Die Psammetich zugeschriebene Apis-Anlage entstand erst in späterer Zeit. Während der 26. Dynastie kam es vermutlich zum Bau einer ersten Umwallung, die der späteren aus griechisch-römischer Zeit sehr ähnlich gewesen sein dürfte.
Nektanebos I. und Nektanebos II. fügten während der 30. Dynastie einige Tore und Pylone hinzu.
Aus griechisch-römischer Zeit stammt die Umwallung sowie das Granittor von Ptolemäus IV. an der Ostmauer.

## Beschreibung
Der Tempelbezirk war von einer trapezförmigen Ziegelumfassungsmauer umschlossen, die die Ausmaße von 410 × 580 × 480 × 630 Meter besaß und in ptolemäischer oder römischer Zeit entstand. In allen vier Himmelsrichtungen waren Haupttore eingelassen, durch die zwei sich kreuzende Hauptachsen verliefen. Das Gebäude des Haupttempels, von dem nur der westliche Zugang nachgewiesen werden konnte, war entlang der Ost-West-Achse ausgerichtet.

### Westhalle von Ramses II.

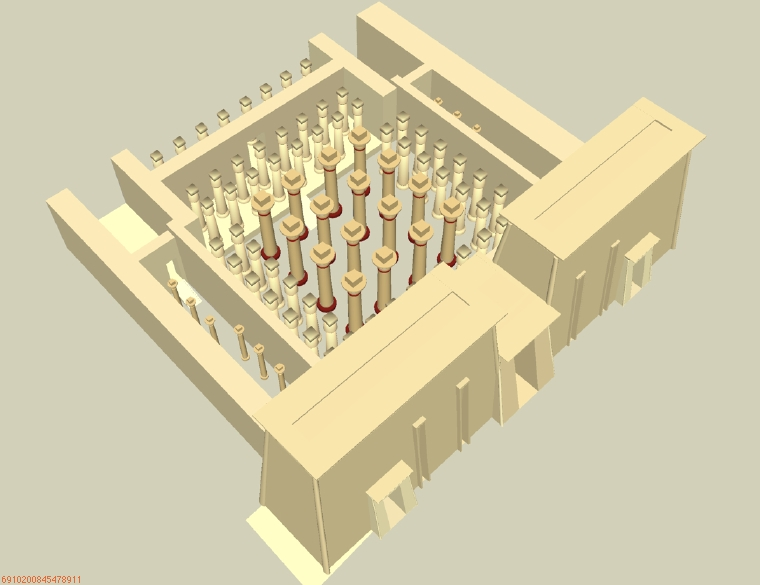
Rekonstruktion des Pylons und der Westhalle von Ramses II.

Vom Haupttempel sind heute nur noch wenige Überreste der westlichen Eingangshalle von Ramses II. sichtbar, die erstmals 1871 von Auguste Mariette ausgegraben wurden. Den Eingang bildete ein 74 Meter breiter steinerner Pylon, der in die Umfassungsmauer integriert war. Davor standen drei oder vier Kolosse des Königs. Der Pylon hatte drei Eingänge, wobei der Mitteleingang von Quarzitpfosten gestützt wurde. Während die Nebeneingänge in seitliche Korridore führten, gelangt man über das mittlere Tor zu einem Hypostyl mit 4 × 4 Papyrussäulen, die allseitig von einer Doppelreihe niederer Säulen umgeben sind und eine Höhe von 13 Metern aufwiesen.
Dahinter folgt ein Tempelteil mit Säulenfront. Der Hauptteil des Tempels ist gänzlich verschwunden. Erst in der östlichen Umfassungsmauer findet sich wieder ein Tor aus rotem Granit von Ptolemäus IV. Nördlich des Haupttempels ließ Ramses II. einen Vorhof mit Pylon anbauen.
Bemerkenswert ist, dass in den Mauern und im Fundament viele ältere Spolien verbaut wurden. So fanden sich Pfosten und Türsturz von Niuserres Sonnenheiligtum bei Abusir. Auch ein Türsturz des Teti II. aus Sakkara und Reliefs aus einer Mastaba konnten geborgen werden. Zudem entdeckte man Stelen aus der Zeit von Thutmosis I. bis zur 19. Dynastie, über 160 Fragmente von ramessidischen Reliefsteinen, Säulen und Kolossalstatuen sowie einen Talatat-Block.
Nach Gerhard Haeny handelt es sich bei der Westhalle von der Bauform her um eine basilikale Anlage der späten 18. Dynastie.

### Apis-Tempel und Balsamierungshaus
Herodot berichtet von einem in der 26. Dynastie entstandenen Apis-Tempel („Palast des lebenden Apis“, altgriechisch Άπιείον), der sich im Südwestbezirk des Tempelbereichs befand. Die genaue Lage und Datierung sind unbekannt. Der Tempel war Schauplatz des Apis-Kultes und beherbergte einen lebenden heiligen Apis-Stier. Nach seinem Tod ersetzten die Hohepriester des Ptah ihn durch ein neu ausgewähltes Tier. Von antiken Schriftstellern ist überliefert, dass die Stiere hier Orakel erteilten und regelmäßig der Geburtstag des Apis gefeiert wurde.

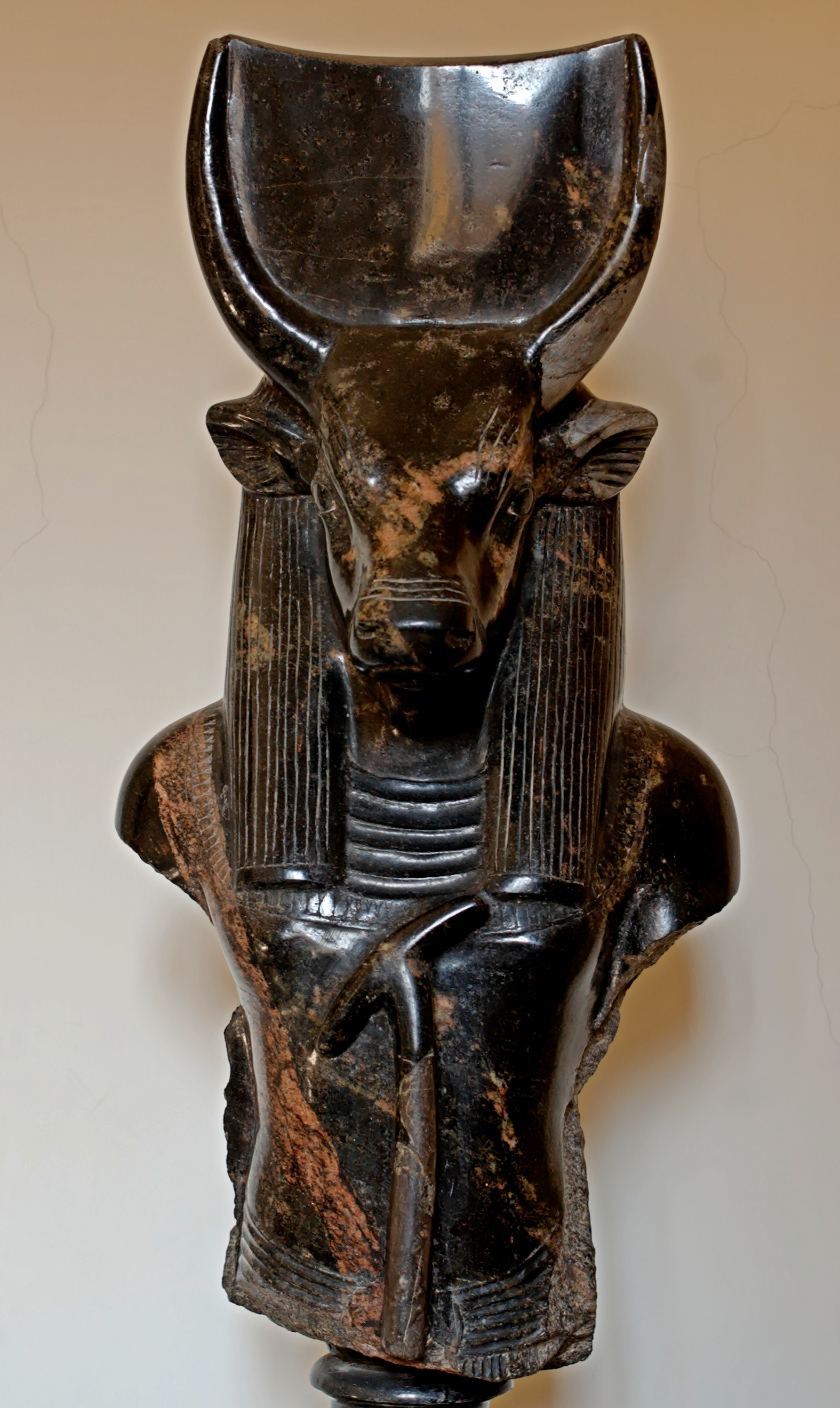
Anthropomorphe Statue des Gottes Apis.

Das Zentrum des Tempels wurde von einem Hof eingenommen, in dem der Stier freien Auslauf hatte. Der Hof war von Hallen und sechs Meter hohen Statuenpfeilern umgeben. Am Heiligtum war ein Kultbau für die Isis-Kuh angebaut, da Isis als Mutter des Apis angesehen wurde. So berichtet Strabon:

„Vor dem Heiligtum liegt ein Hof, in dem noch ein Heiligtum liegt, das der Mutter des Apis gehört. In diesem Hof wird zu einer festgesetzten Stunde der Apis freigelassen, besonders um ihn Fremden zu zeigen; denn obwohl man ihn durch ein Fenster im Tempel beobachten kann, möchten ihn die Leute auch draußen sehen. Wenn er aber eine kurze Runde von Sprüngen im Hof gemacht hat, bringen sie ihn wieder zurück in den vertrauten Stall.“

Das Tempelhaus wurde in der Ptolemäerzeit mit reichen Stiftungen ausgestattet.
Etwas südlich konnte in den Jahren 1940 bis 1942 im Zuge einer ägyptischen Grabung ein Balsamierungshaus für den Apis-Stier freigelegt werden. Es handelte sich dabei um einen einfachen Ziegelbau mit parallel angeordneten, länglichen Räumen, die an Magazinbauten erinnern. Das Gebäude stammt aus der Zeit von Nektanebos II., doch muss schon ein früherer Bau existiert haben. Ein Balsamierungstisch wurde von Scheschonq I. gestiftet. Schabaka und Amasis errichteten kleine Kapellen.
Die über fünf Meter langen Balsamierungstische bestehen aus Calcit. Auf den Längsseiten finden sich Löwenbetten als Relief gearbeitet. Behälter am Fußende dienten dazu, Flüssigkeiten (Körpersäfte) der verstorbenen Stiere aufzufangen.
Von dem Balsamierungshaus führte eine von Sphingen, Kapellen und Denkmälern gesäumte Prozessionsstraße bis zum Serapeum in Sakkara, auf der die Stiermumien überführt wurden. Die Straße sowie die Stiergrüfte wurden 1850 von Mariette freigelegt.

### Restlicher Tempelbezirk

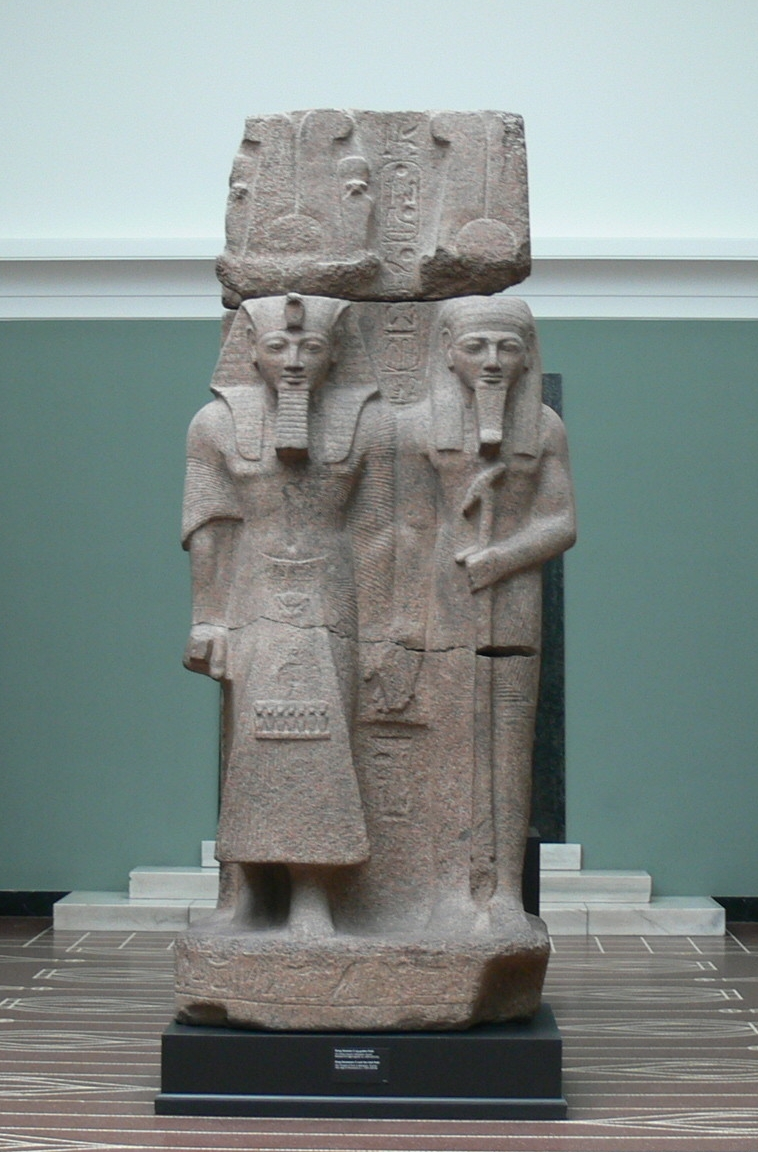
Gruppenstatue von Ramses II. mit Ptah, Ägyptische Sammlung der Ny Carlsberg Glyptotek (Kopenhagen)

Am Nordtor wurden Statuenfragmente und ein wiederverwendeter Quarzit-Architrav von Amenemhet III. gefunden. Das Innere des Areals beherbergte weitere Statuen, darunter eine Gruppenstatue von Ramses II. mit Ptah, die sich heute in Kopenhagen befindet. Des Weiteren konnte eine Sphinx des Königs (nun in Philadelphia) und eine Sitzstatue des Amenophis, Sohn des Hapu (Oxford) geborgen werden. Eine Inschrift auf der Statue berichtet vom Bau eines weiteren Ptah-Tempels durch Amenophis III. westlich des Haupttempels. Der Bau trug den Namen „Nebmaatre, vereinigt mit Ptah“ und war ein Millionenjahrhaus, in dem der König als lebende Manifestation des Ptah verehrt wurde. Der Tempel wurde von Ramses II. abgerissen und durch einen Neubau ersetzt.

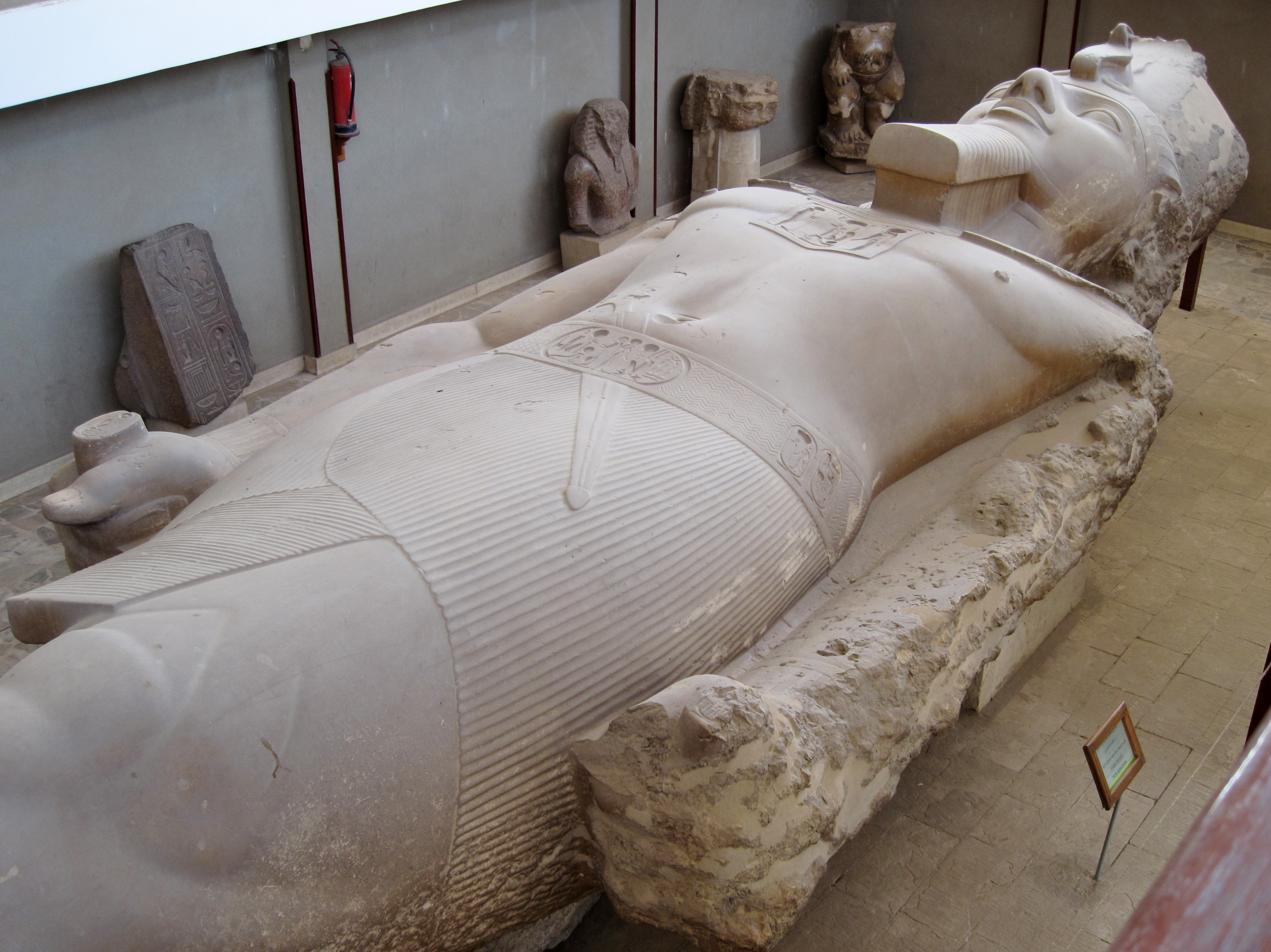
Liegender Koloss von Ramses II.

Vor dem Südeingang waren einst mehrere Kolossalstatuen von Ramses II. platziert. Eine der Statuen stand eine Zeit lang auf dem Bahnhofsplatz in Kairo und wird zukünftig den Eingang des Grand Egyptian Museum bewachen. Ein weiterer Koloss ist heute in Mit Rahina in einer eigens erbauten Museumshalle untergebracht und stellt die Hauptattraktion von Memphis dar. Die Kalkstein-Statue misst vom Kopf bis zu den Knien 12,88 Meter und wurde 1820 von Giovanni Battista Caviglia entdeckt. Eine dritte Statue stellt ein umgearbeitetes Standbild von Sesostris I. dar. Sie wurde aus Granitfragmenten zusammengesetzt und erregte auf einer Ausstellungsreise in die USA 1989 einiges Aufsehen.

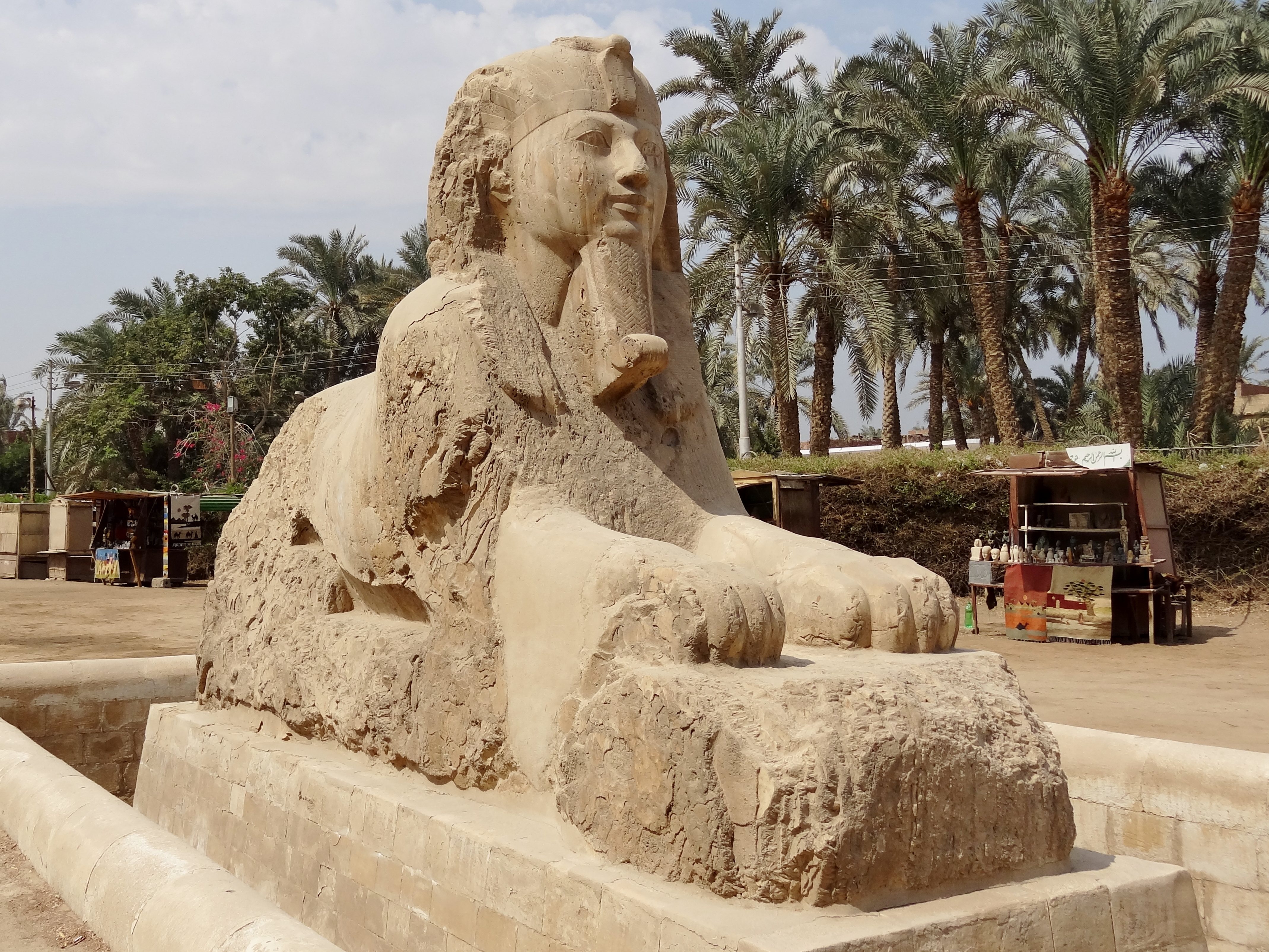
Alabastersphinx im Garten des Freilichtmuseums, die eventuell Amenophis III. darstellt.

Aus dem Vorhof hinter dem Südtor stammt eine 8,7 × 4,7 Meter große Alabastersphinx, die eventuell Amenophis III. darstellt und nun im Freilichtmuseum zu sehen ist. Vom selben König konnte darüber hinaus in tieferen Schichten im Ostbezirk ein kleines Heiligtum nachgewiesen werden.
In der südwestlichen Ecke außerhalb der Umfassungsmauer entdeckten Archäologen einen kleinen Tempel von Ramses II. Erhalten ist noch der Sanktuarbereich, der sich aus einem 4-Pfeilerraum (Opfertischsaal) und dazu drei parallelen Sanktuaren zusammensetzt. Am Pfeilerraum schloss sich möglicherweise ein als Erscheinungssaal dienendes Hypostyl an, von dem noch eine Säulenstellung zu sehen ist. Im Tempel finden sich zahlreiche wiederverwendete Kalkblöcke aus der Zeit von Amenophis III. Die Blöcke kommen von einer kleinen Barkenstation für Ptah-Sokar, die vermutlich beim abgerissenen Millionenjahrhaus stand. In dem Tempel wurden vor allem die lokalen Gottheiten Ptah, Ptah-Tatenen, Sokaris und Sachmet verehrt. Im Mittelpunkt der dargestellten Szenen stand der König selbst. Rudolf Anthes zufolge ließ Ramses den Bau anlässlich seines zweiten Sedfestes errichten.
Mit dem Sedfest in Verbindung stand der Ischedbaum, von dem es in ramessidischer Zeit zeitgenössischen Inschriften zufolge einen in Memphis gegeben haben soll. In den Blättern des heiligen Baumes wurden die Regierungsjahre des Königs eingeritzt und dessen Herrschaftszeit somit unter göttlichen Schutz gestellt.
Auf der gegenüberliegenden Seite der Mauer errichtete Sethos I. eine kleine Kapelle, die dem Bau von Ramses ähnelt. Es ist zu vermuten, dass beide aufgrund ihrer Lage als Stationsheiligtümer entlang der Nord-Süd-Achse dienten.
Die Bautätigkeit von Ramses III. ist im Ptah-Bezirk durch einzelne Statuenfragmente sowie Inschriften bezeugt. Im Papyrus Harris I wird ein Tempel aus Granit erwähnt, der mit Kalkstein verkleidet gewesen sein soll, Tore aus Gold besaß und dessen steinerne Pylone „bis zum Himmel wuchsen“. Zwei Tempel mit den Namen „Haus des Ramses“ und „Gebäude des Ramses“ werden aufgelistet, wobei unklar ist, wo sich die beiden Bauten genau befanden und welchem Zweck sie dienten.
Außerdem befand sich auf dem Gelände ein Heiligtum der Sachmet, von der noch ein ramessidisches Tempeltor erhalten ist.
Herodot berichtet von einem angeblich 22 Meter langen liegenden Koloss des Amasis, der Strabon zufolge erst später aufgerichtet worden sein soll.